# Steve Bridges
Steve Bridges (Dallas (Texas), 22 mei 1963 - Los Angeles, 3 maart 2012) was een Amerikaanse komiek, imitator en acteur. Hij stond bekend om zijn vele impressies van tv-personages als Homer Simpson, Rush Limbaugh en Tom Brokaw, maar ook van politieke leiders als Bill Clinton, Barack Obama en Arnold Schwarzenegger. Het meest bekend was Bridges om zijn vertolking van president George W. Bush. Samen met de president trad hij op tijdens het Correspondents' Dinner van de White House Correspondents' Association in 2006.
Hij werd door zijn huishoudster dood aangetroffen in zijn huis in Los Angeles. De doodsoorzaak is niet bekend. Men vermoedt dat het om anafylaxie, een heftige allergische reactie, gaat. Bridges was de dag ervoor teruggekomen van een optreden in Hongkong.

## Filmografie
- Nurses (1994)
- The District (2000)
- ER (2001)
- Meet the Press (2006)

### in de rol van George W. Bush
- JAG, aflevering Dangerous Game (2002)
- All That, (2002)
- NCIS, aflevering Yankee White (2003)
- Whoopi, aflevering The Vast Right Wing Conspiracy (2003)
- George Lopez (2003)
- Comedy Central Roast of Jeff Foxworthy (2005)
- Merry F#%$in' Christmas (2005)
- The Tonight Show with Jay Leno (2006)
- White House Correspondents Dinner (2006)
- An American Celebration at Ford's Theater (2006)
- The View (2006)
- Larry King Live (2006)
- Lange Flate Ballær 2 (2008)
- I Love the New Millennium (2008)
- Operation Shock and Awe...some (2008)
- The Adventures of Umbweki (2009)

- Library of Congress Control Number: no2006114641
- Virtual International Authority File: 7154479
- WorldCat: E39PBJbRpFC36bq69BdDFRXw4q